# Helmut von Mantey
Helmut Hans Eberhard von Mantey (* 9. Juni 1907 in Kiel; † 1993) war ein deutscher Kapitän zur See der Bundesmarine, Zerstörerkommandant im Zweiten Weltkrieg und Träger des Bundesverdienstkreuzes 1. Klasse.

## Leben
Helmut von Mantey war der älteste Sohn des späteren Vizeadmirals der Kriegsmarine Eberhard von Mantey und Lisbeth, geb. von Koester (* 1881).
1926 trat er in die Reichsmarine ein und war 1931, am 1. Oktober 1930 zum Leutnant zur See befördert, auf der neu in Dienst gestellten Leipzig. Am 1. April 1936 erfolgte in der Kriegsmarine seine Beförderung zum Kapitänleutnant. Im gleichen Jahr war er als  Funkoffizier auf der Deutschland.
Von März 1938 bis Juli 1940 war er Marinenachrichtenoffizier in Kiel, war dann bis März 1941 Kommandeur der Marinenachrichten-Abteilung West beim Marinegruppenkommando West und im April/Mai 1941 kurz Kommandeur der 3. Marinenachrichten-Abteilung (mot.). Bis Februar 1943 war er Generalreferent bei 3. Skl (Abteilung Marinenachrichtendienst) II im OKM. Er kam dann als Erster Offizier auf den Zerstörer Z 37. Ab Mitte Oktober 1943 war er bis Januar 1944 mit der Wahrnehmung der Geschäfte des Kommandanten des Zerstörers beauftragt. Ende Januar 1944 kam es bei einem Manöver mit Z 23 und Z 32 zu einer Kollision mit Z 32 und Z 37 wurde durch explodierende Munition schwer beschädigt. Der Zerstörer konnte noch nach Bordeaux abgeschleppt werden, wo er aber sank und anschließend mit mehr repariert wurde. Von Mantey gab daher das Kommando ab. Im März 1944 übernahm er das Kommando über Z 23, welche sein ehemaliges Schiff im Januar des gleichen Jahres in den Hafen von Bordeaux geschleppt hatte. Nachdem am 12. August 1944 der Zerstörer in der Werft von La Pallice durch einen Bombenangriff beschädigt wurde, erfolgte die Außerdienststellung am 21. August 1944. Er war dann für einen Monat zur Verfügung des Führers der Zerstörer gesetzt und kam wieder in das OKM. Hier wurde er bis Kriegsende Generalreferent beim Chef des Marinenachrichtendienstes, Otto Schulz, und ständiger Vertreter des Chefs des  Marinenachrichtendienstes im Lager Koralle. Am 1. März 1945 zum Fregattenkapitän befördert, wurde er im November 1945 aus der Marine entlassen.
Später wurde er leitender Redakteur bei der Kieler Nachrichten. Dort wurde am 15. August 1956 folgende Meldung, worüber der Spiegel berichtete, veröffentlicht:

„Die Tageszeitung ‚Kieler Nachrichten‘ ist in redaktionelle Schwierigkeiten geraten, weil vier leitende Redakteure als Offiziere zur Blankschen Marine gegangen sind: Helmut von Mantey, Rolf Steinhaus, Karlheinz Frehse, Karl-Heinz Lembke. Ein fünfter Redakteur, Kurt Dahlmann, wartet auf seine Einberufung zur Luftwaffe. Die Einkommen der ehemaligen Presseleute liegen bei der Bundeswehr 50 bis 100 Prozent über ihren Redakteursgehältern.“

Helmut von Mantey wechselte in die neu eingerichtete Bundesmarine und war hier u. a. von Oktober 1962 bis September 1965 Kommandeur der Marinefernmeldeschule in Flensburg-Mürwik.
Am 5. November 1965 wurde er mit dem Bundesverdienstkreuz 1. Klasse ausgezeichnet. Helmut von Mantey liegt auf dem Kieler Nordfriedhof begraben.